# Ilatha townesi
Ilatha townesi är en stekelart som först beskrevs av Riegel 1952.  Ilatha townesi ingår i släktet Ilatha och familjen bracksteklar. Inga underarter finns listade i Catalogue of Life.